# Per Svartvadet
Per Svartvadet (né le 17 mai 1975 à Sollefteå) est un joueur professionnel suédois de hockey sur glace.

## Carrière en club
Formé au Sollefteå HK, il commence en senior avec le MODO hockey en Elitserien en 1993. Il est choisi en sixième ronde en 139e position par les Stars de Dallas lors du repêchage d'entrée 1993 dans la Ligue nationale de hockey. Le 26 juin 1999, il est échangé aux Thrashers d'Atlanta. Il rejoint la LNH où il joue 247 parties avec la franchise. Il revient à Örnsköldsvik en 2003 et remporte son premier titre national en 2007. Il est le capitaine de MODO de 2003 à 2011. Il met un terme à sa carrière en 2011. Son numéro 39 est retiré en décembre 2012 par MODO.

## Carrière internationale
Il représente la Suède.

## Statistiques

### En club
| Saison     | Équipe                | Ligue      |     | Saison régulière | Saison régulière | Saison régulière | Saison régulière | Saison régulière |    | Séries éliminatoires | Séries éliminatoires | Séries éliminatoires | Séries éliminatoires | Séries éliminatoires |
| Saison     | Équipe                | Ligue      | PJ  | B                | A                | Pts              | Pun              | PJ               | B  | A                    | Pts                  | Pun                  |                      |                      |
| 1992-1993  | MODO hockey           | Elitserien | 2   | 0                | 0                | 0                | 0                |                  |    |                      |                      |                      |                      |                      |
| 1993-1994  | MODO hockey           | Elitserien | 36  | 2                | 1                | 3                | 4                | 11               | 0  | 0                    | 0                    | 6                    |                      |                      |
| 1994-1995  | MODO hockey           | Elitserien | 40  | 6                | 9                | 15               | 31               | --               | -- | --                   | --                   | --                   |                      |                      |
| 1995-1996  | MODO hockey           | Elitserien | 40  | 9                | 14               | 23               | 26               | 8                | 2  | 3                    | 5                    | 0                    |                      |                      |
| 1996-1997  | MODO hockey           | Elitserien | 50  | 7                | 18               | 25               | 38               | --               | -- | --                   | --                   | --                   |                      |                      |
| 1997-1998  | MODO hockey           | Elitserien | 46  | 6                | 12               | 18               | 28               |                  |    |                      |                      |                      |                      |                      |
| 1998-1999  | MODO hockey           | Elitserien | 50  | 9                | 23               | 32               | 30               | 13               | 3  | 6                    | 9                    | 6                    |                      |                      |
| 1999-2000  | Solar Bears d'Orlando | LIH        | 27  | 4                | 6                | 10               | 10               | 5                | 0  | 1                    | 1                    | 0                    |                      |                      |
| 1999-2000  | Thrashers d'Atlanta   | LNH        | 38  | 3                | 4                | 7                | 6                | --               | -- | --                   | --                   | --                   |                      |                      |
| 2000-2001  | Thrashers d'Atlanta   | LNH        | 69  | 10               | 11               | 21               | 20               | --               | -- | --                   | --                   | --                   |                      |                      |
| 2001-2002  | Thrashers d'Atlanta   | LNH        | 78  | 3                | 12               | 15               | 24               | --               | -- | --                   | --                   | --                   |                      |                      |
| 2002-2003  | Wolves de Chicago     | LAH        | 3   | 0                | 0                | 0                | 2                | --               | -- | --                   | --                   | --                   |                      |                      |
| 2002-2003  | Thrashers d'Atlanta   | LNH        | 62  | 1                | 7                | 8                | 8                | --               | -- | --                   | --                   | --                   |                      |                      |
| 2003-2004  | MODO hockey           | Elitserien | 35  | 13               | 7                | 20               | 10               | --               | -- | --                   | --                   | --                   |                      |                      |
| 2004-2005  | MODO hockey           | Elitserien | 49  | 8                | 21               | 29               | 56               | 5                | 1  | 0                    | 1                    | 6                    |                      |                      |
| 2005-2006  | MODO hockey           | Elitserien | 46  | 13               | 13               | 26               | 26               | 5                | 0  | 1                    | 1                    | 0                    |                      |                      |
| 2006-2007  | MODO hockey           | Elitserien | 52  | 13               | 22               | 35               | 30               | 20               | 8  | 10                   | 18                   | 35                   |                      |                      |
| 2007-2008  | MODO hockey           | Elitserien | 54  | 8                | 26               | 34               | 34               | 5                | 1  | 1                    | 2                    | 4                    |                      |                      |
| 2008-2009  | MODO hockey           | Elitserien | 55  | 11               | 18               | 29               | 51               | --               | -- | --                   | --                   | --                   |                      |                      |
| 2009-2010  | MODO hockey           | Elitserien | 55  | 11               | 18               | 29               | 32               |                  |    |                      |                      |                      |                      |                      |
| 2010-2011  | MODO hockey           | Elitserien | 54  | 6                | 14               | 20               | 20               |                  |    |                      |                      |                      |                      |                      |
| Totaux LNH | Totaux LNH            | Totaux LNH | 247 | 17               | 34               | 51               | 58               |                  |    |                      |                      |                      |                      |                      |

### En équipe nationale
| Année | Équipe    | Compétition |    | PJ | B | A | Pts | Pun                |  | Résultats |
| 1993  | Suède Jr. | CE Jr.      | 7  | 2  | 3 | 5 | 4   | Médaille d'or      |  |           |
| 1994  | Suède Jr. | CM Jr.      | 7  | 0  | 3 | 3 | 8   | Médaille d'argent  |  |           |
| 1995  | Suède Jr. | CM Jr.      | 7  | 2  | 6 | 8 | 2   | Médaille de bronze |  |           |
| 1997  | Suède     | CM          | 10 | 0  | 2 | 2 | 0   | Médaille d'argent  |  |           |